# Hospital Claudio Vicuña
El Hospital Claudio Vicuña de San Antonio, es un centro asistencial de alta complejidad que depende del Servicio de Salud Valparaíso-San Antonio, Chile. 
Posee especialidades Médicas, Quirúrgicas, Gineco-Obstétricas y pediatría. Cuenta con 157 camas de diversidad complejidad, próximamente contará con una Unidad de Cuidados Intermedios con 6 camas para adultos. Posee además 8 camas de agudos y una Unidad de Emergencia. Este establecimiento resuelve patología quirúrgica, tanto en modalidad de urgencia como electiva, hospitalizado y ambulatorio.
El Hospital Claudio Vicuña se ha transformado en un establecimiento de salud de alta complejidad, destinado a satisfacer los requerimientos de mayor complejidad de la zona costera de nuestra región.

## Historia
Fundado en 1917 en la ciudad de San Antonio, en una casona de tres pisos, gracias a las gestiones del Gobernador Eduardo Gazmuri. 
En 1921, Lucía Subercaseaux materializó los deseos de su fallecido esposo Claudio Vicuña Guerrero al realizar una donación de 200 mil pesos destinados a la construcción de un nuevo hospital. Claudio Vicuña Guerrero fue un hombre público -fue dueño de la hacienda Bucalemu- que contribuyo al progreso de San Antonio, especialmente a los esfuerzos por contar con un centro de asistencia. El nuevo recinto empezó a funcionar el 2 de junio de 1930. 
Esa primera etapa del nuevo hospital comenzó a funcionar con 68 camas, en medio de muchas dificultades, con una estructura discutida desde un comienzo y en una ubicación alejada de la parte más poblada de la ciudad. Por ejemplo, la prensa de la época criticaba mucho que los pisos dos y tres fueran de madera, con el consiguiente peligro de incendio, aparte de otros detalles.